# Teenage Whore
"Teenage Whore" är en låt av den amerikanska rockgruppen Hole, skriven av samtliga fyra medlemmar. Det är första spåret tillika första singeln från bandets debutalbum, Pretty on the Inside, och gavs ut i augusti 1991 på skivbolaget City Slang. Det var Holes första utgivning på CD, då alla deras tidigare singlar enbart hade släppts på vinyl.
Låten producerades av Kim Gordon från Sonic Youth.

## Låtlista
- 7"-singel

1. "Teenage Whore" (Love/Erlandson/Emery/Rue) – 2:59
2. "Drown Soda" (Love/Erlandson/Emery/Rue) – 4:52

- 12"-singel

1. "Teenage Whore" (Love/Erlandson/Emery/Rue) – 2:59
2. "Drown Soda" (Love/Erlandson/Emery/Rue) – 4:52
3. "Burn Black" (Love/Erlandson) – 4:56

## Medverkande
Hole
- Courtney Love - sång, kompgitarr
- Eric Erlandson - sologitarr
- Jill Emery - bas
- Caroline Rue - trummor, slagverk

Tekniker
- Kim Gordon - producent, ljudtekniker
- Don Fleming - producent, ljudtekniker
- Brian Foxworthy - ljudtekniker, mixning
- Wharton Tiers - ljudtekniker, mixning ("Drown Soda")
- Jack Endino - mixning ("Burn Black")